# Ржавая воротниковая акула
Ржавая воротниковая акула (лат. Parascyllium ferrugineum ) — вид рода воротниковых акул одноимённого семейства отряда воббегонгообразных. Обитает в восточной части Индийского океана на глубине до 150 м. Максимальный зарегистрированный размер 80 см. Размножается яйцеживорождением. Не является объектом коммерческого промысла.

## Таксономия
Впервые вид научно описан в 1911 году. Голотип представляет особь длиной 53 см, пойманную у побережья Виктории, Австралия (38° ю.ш. 49° в.д.). Видовой эпитет происходит от словалат. ferrugo — «ржавый».

## Ареал
Ржавые воротниковые акулы обитают в восточной части Индийского океана. Они являются эндемиками южного побережья Австралии (Южная Австралия, Тасмания, Виктория, Западная Австралия). Они встречаются в умеренных водах по краю континентального шельфа на глубине от 5 до 150.

## Описание
У ржавых воротниковых акул тонкое удлинённое тело и короткое рыло. Основание первого спинного плавника расположено позади свободного кончика брюшных плавников. Рот расположен перед глазами, имеются узкие назальные борозды, ноздри окружены складками. Щелевидные глаза вытянуты по горизонтали. Позади глаз имеются крошечные брызгальца. Спинные плавники одинакового размера, шипы у их основания отсутствуют. Грудные плавники среднего размера, закруглённые. Анальный плавник меньше второго спинного плавника. Его основание расположено перед основанием второго спинного плавника. Хвостовой плавник асимметричный, у края верхней лопасти имеется вентральная выемка. Нижняя лопасть отсутствует. Вокруг жаберной зоны имеется слабо выраженное «ожерелье». Тело, хвост и хвостовой плавник покрывают 6 седловидных тусклых отметин. Кроме того, по телу и плавникам, за исключением грудных, разбросаны крупные тёмные пятна. Плавники, за исключением грудных, покрывают крупные тёмные пятна. Основная окраска серо-коричневого цвета. 

## Биология
Ржавые воротниковые акулы размножаются яйцеживорождением. Рацион состоит из донных ракообразных и моллюсков. Эти акулы ведут ночной образ жизни, а днём прячутся в укрытиях. 

## Взаимодействие с человеком
Ржавые воротниковые акулы не являются объектом коммерческого промысла. В качестве прилова попадают в донные тралы. Международный союз охраны природы присвоил этому виду статус сохранности «Вызывающий наименьшие опасения». 